# Томас Л. Харис (пиар)
Вижте пояснителната страница за други личности с името Томас Харис.
Томас Л. Харис (на английски: Thomas Langrell Harris) е директор и партньор в „Томас Л. Харис & Компани“, чието седалище е в Хайланд парк, Илинойс. Основната дейност на компанията са маркетингови и ПР консултации.

## Биография
Роден е през 1931 г.
Остава в историята на ПР като създател на термина маркетингов ПР. Издава бюлетин „Харис нюзлетър“. Списание „ПР Уик“ го включва в класацията на 100-те най-влиятелни ПР практици на ХХ век. Бил е президент, вицепрезидент и партньор в „Голин/Харис Интернешънъл“. Томас Л. Харис е носител на Gold Anvil Award – най-голямото национално индивидуално отличие, връчвано от Американската асоциация за връзки с обществеността (PRSA) за 2000 г.
Томас Л. Харис е автор на книгите „Добавената стойност на Пъблик рилейшънс“ и „ПР през XXI век – пътеводител за специалисти по маркетинг“.
Преподава интегрирани маркетингови комуникации в департамента по журналистика „Медил“ към Северозападния университет в Еванстън.
Умира на 26 март 2018 г. в дома си в Хайленд парк, Илинойс.